# V Koutech
V Koutech je přírodní památka jihozápadně od města Nasavrky v okrese Chrudim. Oblast spravuje Agentura ochrany přírody a krajiny ČR – RP Východní Čechy. Předmětem ochrany je bažinatá louka s typickou květenou.

## Galerie

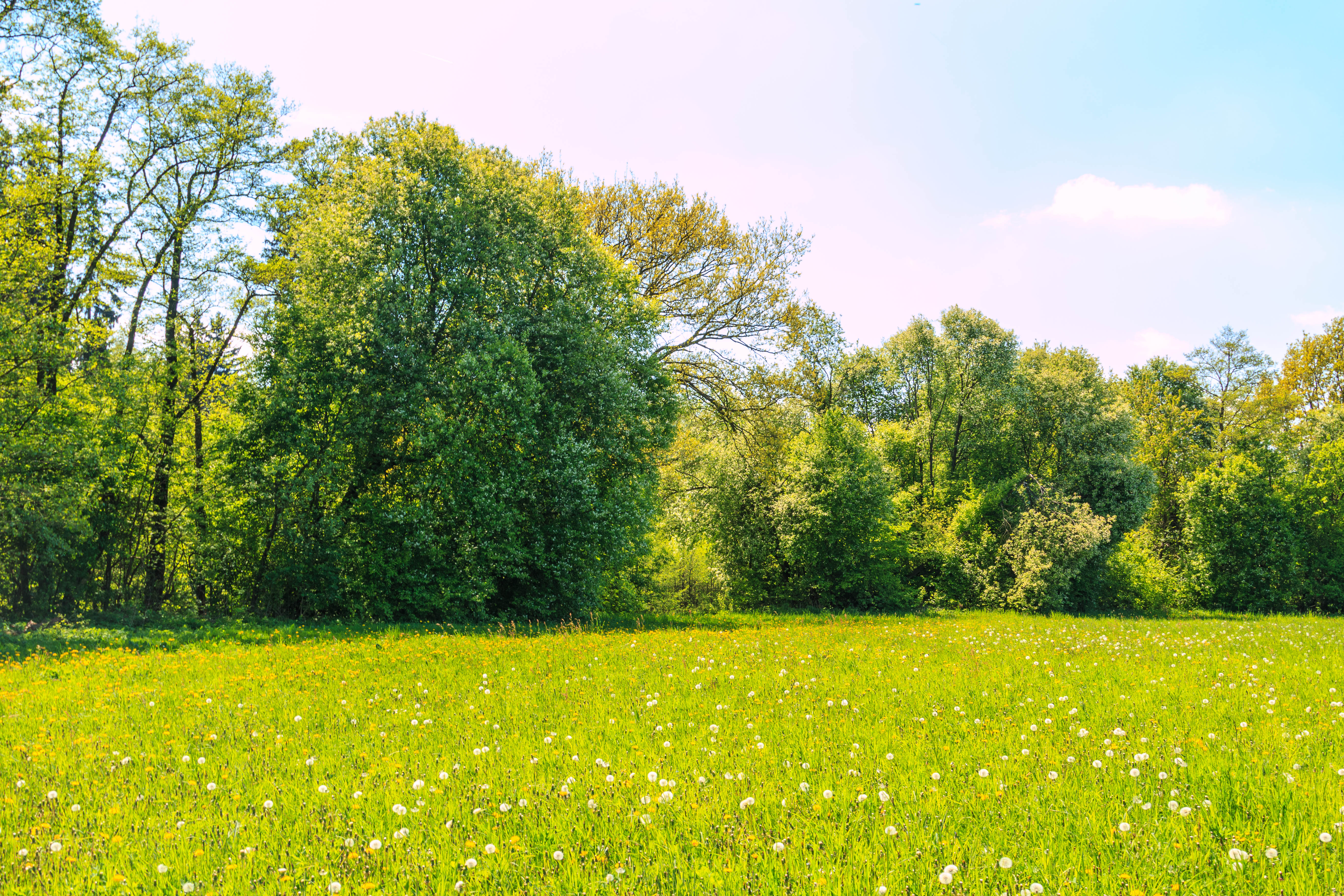
Přírodní památka V Koutech
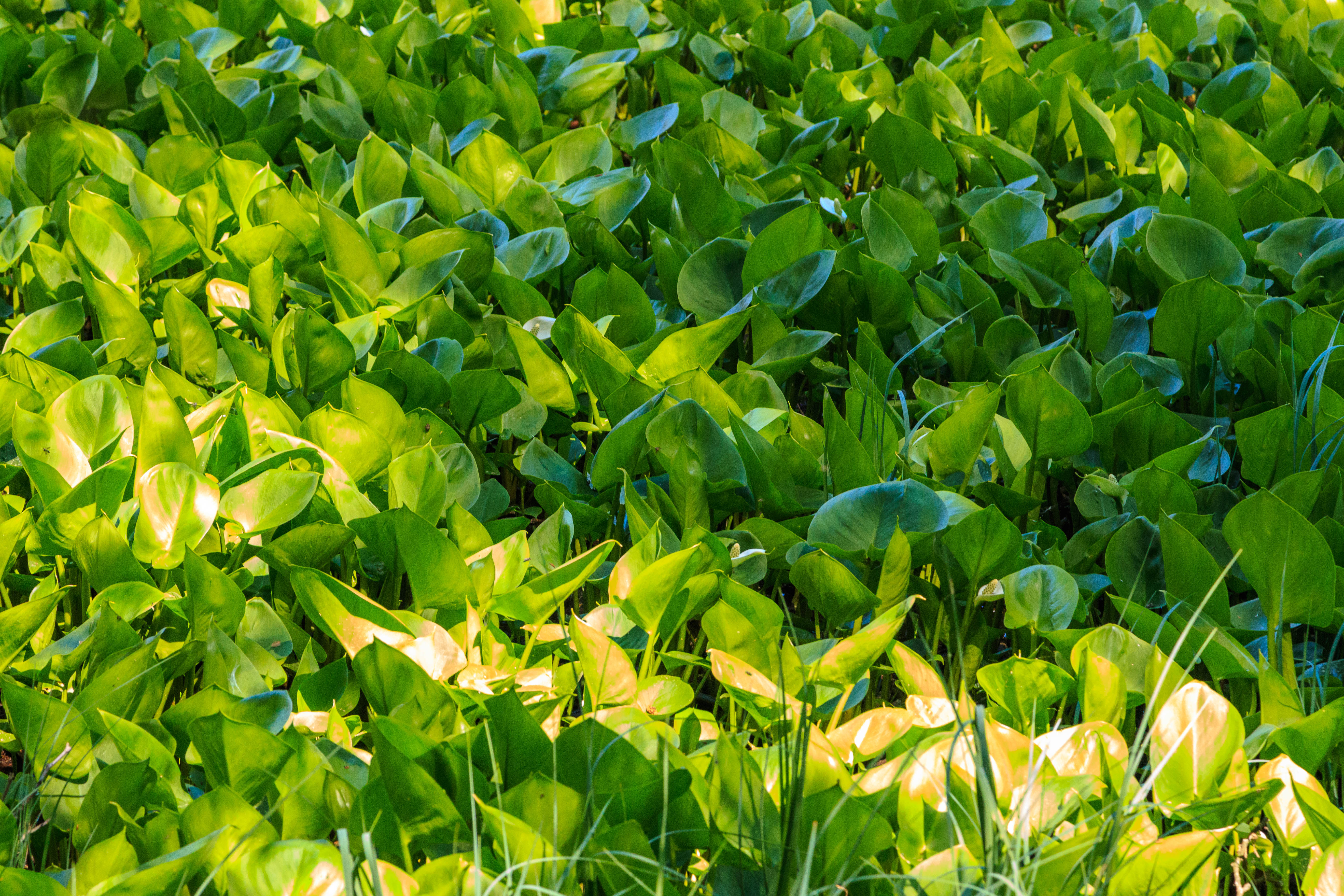
Porost ďáblíku bahenního
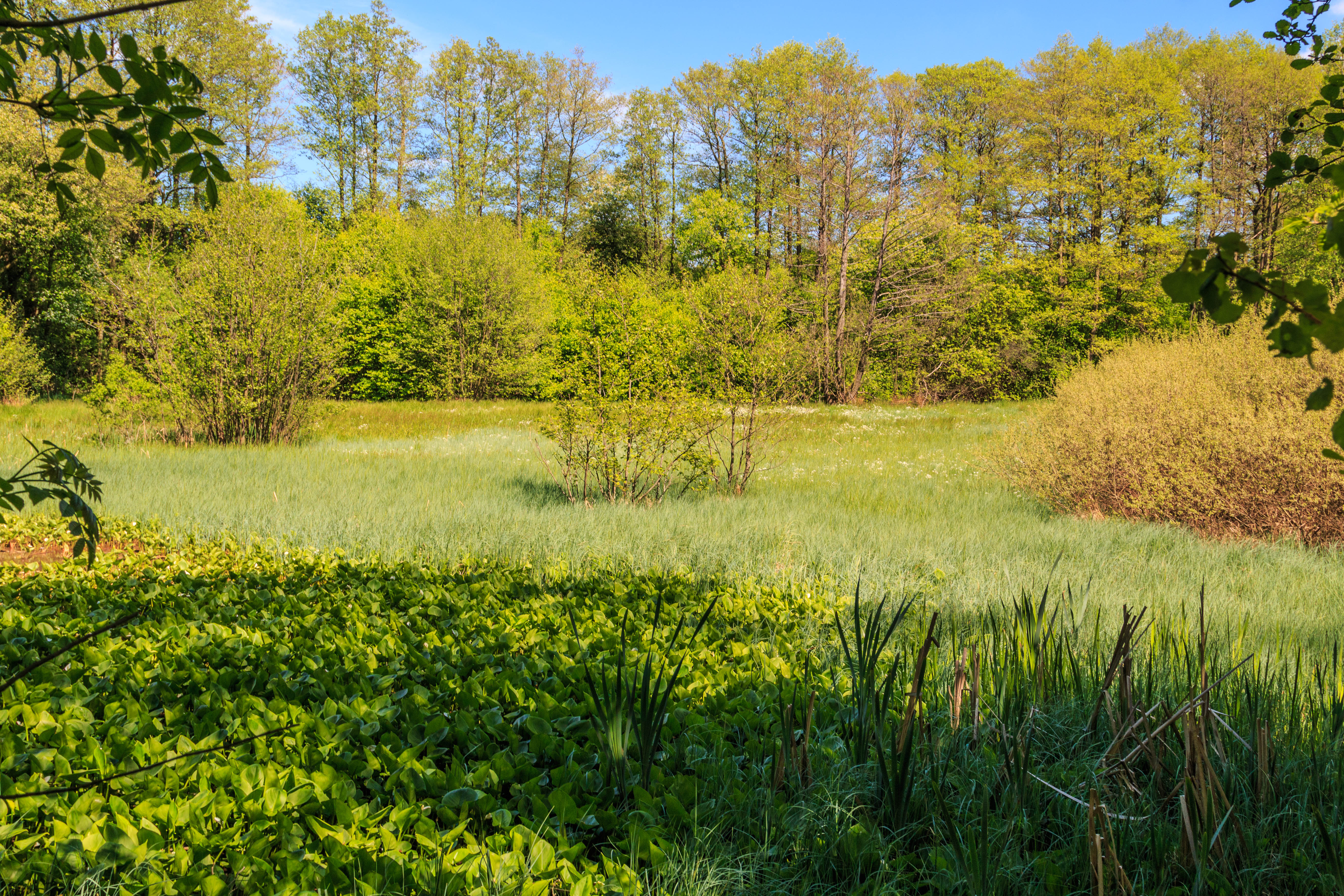
Přírodní památka V Koutech